# Goodyera velutina
Goodyera velutina là một loài thực vật có hoa trong họ Lan. Loài này được Maxim. ex Regel mô tả khoa học đầu tiên năm 1867.